# 828-й штурмовой авиационный полк
828-й штурмовой авиационный Свирский ордена Суворова полк, он же 828-й смешанный авиационный полк — воинская часть вооружённых сил СССР в Великой Отечественной войне.

## История
Сформирован в начале 1942 года как 828-й смешанный авиационный полк, оставался смешанным до февраля 1943 года.
В составе действующей армии с 05.04.1942 по 11.11.1944 и с 22.12.1944 по 09.05.1945 .
При формировании на вооружении полка состояли самолёты И-16, И-153 и И-15 бис. Полк базировался на аэродроме Подужемье в 10 километрах от города Кеми, впоследствии базировался на аэродромах Вибица и Боярское (неподалёку от посёлка Лоухи).
К ноябрю 1942 года перевооружён самолётами Ил-2. С момента формирования вёл боевые действия на всём протяжении Карельского фронта, на всех направлениях: от Петрозаводска до Кольского полуострова, производил штурмовку укреплений противника, аэродромов, складов, скоплений на дорогах, эшелонов и даже судов на Онежском и Ладожском озёрах.
К 20.06.1944 года передислоцирован в район реки Свирь (на аэродром Вибица ?), где принял участие в Свирско-Петрозаводской операции, штурмуя колонны и укрепления противника и суда на реке Свирь. Затем в августе 1944 года переброшен на ребольское направление.
В октябре 1944 года, участвуя в Петсамо-Киркенесской операции, полк поддерживает войска 99-го стрелкового корпуса, наносит удары по укреплениям врага, плавсредствам и переправам на норвежских фиордах
По окончании операции через Белоруссию переброшен в Польшу, где в ходе Висло-Одерской и затем Восточно-Померанской операций действует в прорыве обороны противника на реке Висла, в освобождении Варшавы, а также в нанесении ударов по опорным пунктам противника в городах Плоцк, Тарнув, Цеханув, в марте 1945 года — в районах населённых пунктов Черск, Штулляц, Прехлау, Бобау, Данциг, Цоппот.
Принимал участие и в штурме Берлина
Последний вылет совершил 13.05.1945 года на острова Свинемюнде по отказавшейся капитулировать вражеской группировке.

## Подчинение
| Дата            | Фронт (округ)         | Армия               | Корпус | Дивизия                             | Примечания |
| --------------- | --------------------- | ------------------- | ------ | ----------------------------------- | ---------- |
| 01.05.1942 года | Карельский фронт      | 32-я армия          | -      | -                                   | -          |
| 01.05.1942 года | Карельский фронт      | 32-я армия          | -      | -                                   | -          |
| 01.06.1942 года | Карельский фронт      | 32-я армия          | -      | -                                   | -          |
| 01.07.1942 года | Карельский фронт      | 32-я армия          | -      | -                                   | -          |
| 01.08.1942 года | Карельский фронт      | 32-я армия          | -      | -                                   | -          |
| 01.09.1942 года | Карельский фронт      | 32-я армия          | -      | -                                   | -          |
| 01.10.1942 года | Карельский фронт      | 32-я армия          | -      | -                                   | -          |
| 01.11.1942 года | Карельский фронт      | 32-я армия          | -      | -                                   | -          |
| 01.12.1942 года | Карельский фронт      | 7-я воздушная армия | -      | 261-я штурмовая авиационная дивизия | -          |
| 01.01.1943 года | Карельский фронт      | 7-я воздушная армия | -      | 261-я штурмовая авиационная дивизия | -          |
| 01.02.1943 года | Карельский фронт      | 7-я воздушная армия | -      | 261-я штурмовая авиационная дивизия | -          |
| 01.03.1943 года | Карельский фронт      | 7-я воздушная армия | -      | 261-я смешанная авиационная дивизия | -          |
| 01.04.1943 года | Карельский фронт      | 7-я воздушная армия | -      | 261-я смешанная авиационная дивизия | -          |
| 01.05.1943 года | Карельский фронт      | 7-я воздушная армия | -      | 261-я смешанная авиационная дивизия | -          |
| 01.06.1943 года | Карельский фронт      | 7-я воздушная армия | -      | 261-я смешанная авиационная дивизия | -          |
| 01.07.1943 года | Карельский фронт      | 7-я воздушная армия | -      | 261-я смешанная авиационная дивизия | -          |
| 01.08.1943 года | Карельский фронт      | 7-я воздушная армия | -      | 261-я смешанная авиационная дивизия | -          |
| 01.09.1943 года | Карельский фронт      | 7-я воздушная армия | -      | 261-я смешанная авиационная дивизия | -          |
| 01.10.1943 года | Карельский фронт      | 7-я воздушная армия | -      | 261-я смешанная авиационная дивизия | -          |
| 01.11.1943 года | Карельский фронт      | 7-я воздушная армия | -      | 261-я смешанная авиационная дивизия | -          |
| 01.12.1943 года | Карельский фронт      | 7-я воздушная армия | -      | 261-я смешанная авиационная дивизия | -          |
| 01.01.1944 года | Карельский фронт      | 7-я воздушная армия | -      | 261-я смешанная авиационная дивизия | -          |
| 01.02.1944 года | Карельский фронт      | 7-я воздушная армия | -      | 261-я смешанная авиационная дивизия | -          |
| 01.03.1944 года | Карельский фронт      | 7-я воздушная армия | -      | 261-я смешанная авиационная дивизия | -          |
| 01.04.1944 года | Карельский фронт      | 7-я воздушная армия | -      | 261-я смешанная авиационная дивизия | -          |
| 01.05.1944 года | Карельский фронт      | 7-я воздушная армия | -      | 261-я смешанная авиационная дивизия | -          |
| 01.06.1944 года | Карельский фронт      | 7-я воздушная армия | -      | 261-я смешанная авиационная дивизия | -          |
| 01.07.1944 года | Карельский фронт      | 7-я воздушная армия | -      | 260-я смешанная авиационная дивизия | -          |
| 01.08.1944 года | Карельский фронт      | 7-я воздушная армия | -      | 260-я смешанная авиационная дивизия | -          |
| 01.09.1944 года | Карельский фронт      | 7-я воздушная армия | -      | 260-я смешанная авиационная дивизия | -          |
| 01.10.1944 года | Карельский фронт      | 7-я воздушная армия | -      | 260-я смешанная авиационная дивизия | -          |
| 01.11.1944 года | Карельский фронт      | 7-я воздушная армия | -      | 260-я смешанная авиационная дивизия | -          |
| 01.12.1944 года | Резерв Ставки ВГК     | 7-я воздушная армия | -      | 260-я штурмовая авиационная дивизия | -          |
| 01.01.1945 года | 2-й Белорусский фронт | 4-я воздушная армия | -      | 260-я штурмовая авиационная дивизия | -          |
| 01.02.1945 года | 2-й Белорусский фронт | 4-я воздушная армия | -      | 260-я штурмовая авиационная дивизия | -          |
| 01.03.1945 года | 2-й Белорусский фронт | 4-я воздушная армия | -      | 260-я штурмовая авиационная дивизия | -          |
| 01.04.1945 года | 2-й Белорусский фронт | 4-я воздушная армия | -      | 260-я штурмовая авиационная дивизия | -          |
| 01.05.1945 года | 2-й Белорусский фронт | 4-я воздушная армия | -      | 260-я штурмовая авиационная дивизия | -          |

## Командиры
- Краснолуцкий, Митрофан Петрович, майор
- Н. М. Гончаров, майор
- Екимов, майор

## Награды и наименования
| Награда                          | Дата                                                         | За что получена |
| -------------------------------- | ------------------------------------------------------------ | --- |
| Почётное наименование «Свирский» | Приказ Верховного Главнокомандующего СССР от 02.07.1944 года | за успешные действия в ходе Свирско-Петрозаводской операции приказом Верховного Главнокомандующего.                                                                   |
| Орден Суворова III степени       | Указ Президиума ВС СССР от 04.06.1945 года                   | За образцовое выполнение заданий командования в боях с немецкими захватчиками при овладении городами Пренцлау, Ангермюнде и проявленные при этом доблесть и мужество. |

## Воины полка
| Награда | Ф. И. О.                       | Должность           | Звание            | Дата награждения | Данные о вылетах                                                                                       | Примечания                                                    |
| ------- | ------------------------------ | ------------------- | ----------------- | ---------------- | --- | ------------------------------------------------------------- |
|         | Богданов, Виктор Иванович      | штурман эскадрильи  | капитан           | 18.08.1945       | к моменту представления (апрель 1945) совершил 102 боевых вылета.                                      | Участник Парада Победы                                        |
|         | Зайцев, Валентин Алексеевич    | командир звена      | лейтенант         | 18.08.1945       | к моменту представления (апрель 1945) совершил 103 боевых вылета.                                      | -                                                             |
|         | Козлов, Владимир Васильевич    | командир звена      | младший лейтенант | 18.08.1945       | к моменту представления (апрель 1945) совершил 86 боевых вылетов.                                      | -                                                             |
| -       | Капустин, Григорий Егорович    | воздушный стрелок   | сержант           |                  | | погиб в огненном таране 29.06.1944, член экипажа И.Литвиненко |
| -       | Литвиненко, Иван Прохорович    | лётчик              | лейтенант         |                  | | погиб в огненном таране 29.06.1944                            |
|         | Макаров, Михаил Афанасьевич    | командир звена      | лейтенант         | 18.08.1945       | к моменту представления (апрель 1945) совершил 105 боевых вылетов.                                     | -                                                             |
|         | Рубанов, Пётр Акимович         | командир эскадрильи | капитан           | 18.08.1945       | к моменту представления (апрель 1945) совершил 141 боевой вылет.                                       | -                                                             |
|         | Рябушко, Григорий Максимович   | старший лётчик      | лейтенант         | 18.08.1945       | к моменту представления (апрель 1945) совершил 123 боевых вылета, сбил в воздухе 1 самолёт противника  | -                                                             |
|         | Омигов, Иван Фёдорович         | старший лётчик      | лейтенант         | 18.08.1945       | к моменту представления (апрель 1945) совершил 105 боевых вылетов, сбил в воздухе 1 самолёт противника | -                                                             |
|         | Тимошенко, Анатолий Васильевич | командир эскадрильи | капитан           | 18.08.1945       | к моменту представления (апрель 1945) совершил 168 боевых вылетов                                      | Участник Парада Победы                                        |
|         | Шевердяев, Николай Петрович    | старший лётчик      | младший лейтенант | 18.08.1945       | к моменту представления (апрель 1945) совершил 110 боевых вылетов                                      | -                                                             |

## Память
- Установленный на постаменте в Самаре самолёт Ил-2 из состава полка.